# Thoralf Skolem
Albert Thoralf Skolem (ur. 23 maja 1887 w Sandsvaer, zm. 23 marca 1963 w Oslo) – norweski matematyk, znany przede wszystkim ze swych prac w dziedzinie logiki matematycznej i teorii mnogości.

## Życiorys
Thoralf Skolem pochodził z chłopskiej rodziny, choć jego ojciec nie zajmował się już pracą na roli, a nauczał w szkole podstawowej. Po ukończeniu szkoły średniej w Christianii (od 1925 roku Oslo), Skolem rozpoczął studia matematyczne na tamtejszym uniwersytecie. Uczęszczał też na wykłady z fizyki, chemii, zoologii i botaniki.
W roku 1909 rozpoczął pracę jako asystent fizyka Kristiana Birkelanda, który eksperymentował wówczas z bombardowaniem namagnesowanych kul elektronami i badał zjawisko zorzy. Pierwsze publikacje Skolema dotyczyły właśnie fizyki i pisane były wspólnie z Birkelandem. W roku 1913 Skolem zdał z wyróżnieniem egzamin państwowy i ukończył rozprawę Badania algebry logiki. Wyjechał też z Birkelandem do Sudanu obserwować światło zodiakalne. W roku 1915 spędził semestr zimowy na Uniwersytecie w Getyndze, który był wówczas wiodącym ośrodkiem badań nad logiką matematyczną, metamatematyką i algebrą abstrakcyjną. Rok później otrzymał stanowisko na uniwersytecie w Christianii, a w roku 1918 docenturę z matematyki i został członkiem Norweskiej Akademii Nauki i Literatury.
Początkowo nie robił żadnych zabiegów dla uzyskania stopnia doktora, wydawało mu się, że nie jest to konieczne. Ostatecznie zmienił zdanie i w roku 1926 przedłożył pracę pod tytułem Kilka twierdzeń o całkowitoliczbowych rozwiązaniach pewnych równań i nierówności algebraicznych. Temat pracy podsunął mu wcześniej zmarły w roku 1922 Axel Thue.
Skolem kontynuował pracę na Uniwersytecie w Christianii aż do roku 1930, gdy został pracownikiem badawczym w Instytucie Christiana Michelsena w Bergen. Pod pewnymi względami było to wymarzone stanowisko, zapewniające swobodę badań bez obciążenia obowiązkami administracyjnymi i wykładowymi. Z drugiej strony, wymagało ono stałego pobytu w Bergen, co oznaczało brak dostępu do literatury matematycznej. W roku 1938 Skolem wrócił do Oslo, gdzie objął profesurę matematyki na uniwersytecie. Prowadził też seminaria magisterskie - głównie z algebry i teorii liczb, a jedynie sporadycznie z logiki matematycznej.
Był wieloletnim przewodniczącym Norweskiego Towarzystwa Matematycznego i edytorem Norsk Matematisk Tidsskrift (Norweski Przegląd Matematyczny) oraz współzałożycielem Mathematica Scandinavica. 
Po przejściu na emeryturę w roku 1957, odbył kilka podróży do Stanów Zjednoczonych jako wykładowca. Pozostawał aktywny intelektualnie aż do niespodziewanej śmierci w roku 1963.

## Matematyka
Skolem opublikował około 180 prac o bardzo szerokiej tematyce, poczynając od teorii równań diofantycznych, poprzez teorię grup i teorię krat, na teorii mnogości i logice matematycznej skończywszy. Niestety, większość swoich wyników publikował w norweskich czasopismach matematycznych, których zasięg i oddziaływanie było dość ograniczone i częstokroć jego pozostawały one nieznane, by zostać ponownie odkryte kilka lat później. Przykładem jest tu twierdzenie Skolema-Noether o automorfizmach algebr prostych. Skolem opublikował jego dowód już w roku 1927, na parę lat przed ponownym i niezależnym odkryciem tego twierdzenia przez Emmę Noether.
Był jednym z pierwszych matematyków, którzy zwrócili uwagę na struktury matematyczne zwane kratami. W roku 1912 opisał wolną kratę dystrybutywną o n generatorach. W roku 1919 pokazał, że każda krata implikatywna jest dystrybutywna. Na odwrót, każda skończona krata dystrybutywna jest implikatywna. Z powodów opisanych wyżej, wyniki te zostały zapoznane i ponownie odkryte przez innych matematyków. W roku 1936 Skolem napisał pracę przeglądową zatytułowaną „Über gewisse 'Verbände' oder 'Lattices'”, w której referował uzyskane przez siebie wcześniej wyniki.
Skolem był jednym z twórców teorii modeli. W roku 1920 udało mu się znacznie uprościć dowód twierdzenia Löwenheima (obecnie Löwenheima-Skolema), które mówi, że jeśli teoria pierwszego rzędu ma model, to ma również model przeliczalny. Pierwszy dowód Skolema wykorzystywał aksjomat wyboru, kolejne (z roku 1922 i 1928 opierają się na lemacie Königa. Warto zauważyć, że Skolem, podobnie jak Löwenheim, pisali swe prace korzystając z notacji ∏ ∑ dla kwantyfikatorów, wprowadzonej przez ich poprzedników – Charlesa Peirce’a i Ernsta Schrödera – zamiast notacji Peana czy Whiteheada i Russella stosowanej w Principia Mathematica. W roku 1933 i latach następnych Skolem podał pierwsze przykłady niestandardowych modeli arytmetyki i teorii mnogości.
Ważnym wkładem Skolema do aksjomatycznej teorii mnogości było sprecyzowanie aksjomatu wycinania w miejsce niejasnej koncepcji Zermela „określonej własności”, wyrażalnej w języku rachunku predykatów pierwszego rzędu. Aksjomat wycinania formułowany jest dziś właśnie w wersji podanej przez Skolema. 
Skolem dostrzegł również paradoksalne konsekwencje twierdzenia Löwenheima-Skolema formułowane w postaci tak zwanego paradoksu Skolema-Löwenheima: jeśli aksjomatyka Zermela jest niesprzeczna, to teoria mnogości musi mieć model przeliczalny, choć dowodzi się w niej istnienia zbiorów nieprzeliczalnych.
Prostym wnioskiem z rezultatów uzyskanych przez Skolema jeszcze w latach 20. XX wieku jest twierdzenie o pełności klasycznego rachunku logicznego. Sam Skolem nie podniósł jednak tego faktu, być może dlatego, że matematycy zaczęli przywiazywać wagę do problemu pełności teorii dopiero od momentu ukazania się pracy Hilberta i Ackermanna. Jako pierwszy dowód pełności klasycznego rachunku logicznego podał Kurt Gödel w dysertacji doktorskiej w roku 1929.
W roku 1923 Skolem opracował teorię arytmetykę pierwotnie rekurencyjną, która była jednym z przyczynków do stworzonej później teorii funkcji rekurencyjnych. Myślą przewodnią jego badań była próba sformułowania teorii wolnej od paradoksów płynących z pojęcia nieskończoności. Skolem rozwinął arytmetykę liczb naturalnych definiując jej obiekty za pomocą rekurencji pierwotnej, a następnie konstruując system wyższego rzędu dla dowodu własności systemu wyjściowego. Umożliwiło to zdefiniowanie pojęcia liczby pierwszej i wielu innych pojęć teorii liczb.
W roku 1929 Mojżesz Presburger udowodnił, że arytmetyka Peana bez mnożenia (tzw. arytmetyka Presburgera) jest rozstrzygalna. Rok później Skolem udowodnił to samo dla arytmetyki Peana bez dodawania (tj. wyłącznie z mnożeniem). Wynik Gödla z roku 1931 pokazuje, że nie da się tego udowodnić dla pełnej artymetyki Peana.

## Znaczenie
Postać Skolema zdaje się stać nieco w cieniu innych wielkich logików i matematyków zajmujących się badaniami podstaw matematyki. Trudno dociec przyczyn takiego stanu rzeczy, na pewno nikt nie podaje w wątpliwość wagi jego osiągnięć, nie można też mówić o nieznajomości pism Skolema, bo większość istotnych prac została przetłumaczona na język niemiecki i są one dostępne dla historyków matematyki. Po drugiej wojnie światowej sam Skolem publikował też wiele po angielsku.
Prace Fraenkla nad aksjomatyką Zermela teorii mnogości doprowadziły do sformułowania systemu aksjomatów zwanych aksjomatyką Zermela-Fraenkla (ZF lub ZFC), a przecież wkład Skolema w sformułowanie tej aksjomatyki jest równie poważny. Mimo to, nazwisko Skolema rzadko pojawia się przy tej okazji. Stosunkowo bardzo mało prac Skolema jest cytowanych i są to zazwyczaj prace o fundamentalnym znaczeniu, których nie cytować nie wypada.
Fakt „poboczności” Skolema jest tym bardziej dziwny, że był on jednym z pionierów finityzmu, do którego skłonił go sceptycyzm wobec roli teorii mnogości w matematyce, zwłaszcza w kontekście paradoksu Skolema-Löwenheima.